# Aeroporto Internacional de Phoenix Sky Harbor
O Aeroporto Internacional de Phoenix Sky Harbor (em inglês:  Phoenix Sky Harbor International Airport), ou simplesmente Aeroporto Internacional de Phoenix, é um aeroporto situado na cidade norte-americana de Phoenix no estado do Arizona. O aeroporto fica perto de 4,8 km do Centro Financeiro de Phoenix.
Em 2011 o aeroporto serviu 40,6 milhões de passageiros fazendo dele 26° aeroporto mais movimentado do mundo em termos de passageiros. Dado o rápido crescimento do aeroporto, está em estudo a utilização do Aeroporto de Williams Gateway em Mesa como aeroporto secundário.